# Адамс (округ, Вісконсин)
Шаблон:StateAbbr_ 43°58′ пн. ш. 89°46′ зх. д. / 43.97° пн. ш. 89.77° зх. д.
 Адамс (англ. Adams County) — округ (графство) у штаті  Вісконсин. Ідентифікатор округу 55001.

## Історія
Округ утворений 1848 року.

## Демографія
За даними перепису 
2000 року 
загальне населення округу становило 18643 осіб, усе населення сільське.
Серед мешканців округу чоловіків — 9456, а жінок — 9187. В окрузі було 7900 домогосподарств, 5464 родин, які мешкали в 14123 будинках.
Середній розмір родини становив 2,76.
Віковий розподіл населення поданий у таблиці:
| Стать    | До 15 років | 15-21 | 22-29 | 30-39 | 40-49 | 50-65 | 65-85 | Понад 85 |
| -------- | ----------- | ----- | ----- | ----- | ----- | ----- | ----- | -------- |
| Чоловіки | 1633        | 761   | 588   | 1196  | 1409  | 1948  | 1797  | 124      |
| Жінки    | 1527        | 617   | 574   | 1150  | 1321  | 2016  | 1779  | 203      |

## Суміжні округи
- Портедж — північний схід
- Вошара — схід
- Маркетт — схід
- Колумбія — південний схід
- Сок — південний захід
- Джуно — захід
- Вуд — північний захід

## Виноски
1. ↑  U.S. Decennial Census. United States Census Bureau. Архів оригіналу за 26 квітня 2015. Процитовано 2 серпня 2015.
2. ↑  Historical Census Browser. University of Virginia Library. Архів оригіналу за 11 серпня 2012. Процитовано 2 серпня 2015.
3. ↑  Forstall, Richard L., ред. (27 березня 1995). Population of Counties by Decennial Census: 1900 to 1990. United States Census Bureau. Архів оригіналу за 18 липня 2015. Процитовано 2 серпня 2015.
4. ↑  Census 2000 PHC-T-4. Ranking Tables for Counties: 1990 and 2000 (PDF). United States Census Bureau. 2 квітня 2001. Архів оригіналу (PDF) за 18 грудня 2014. Процитовано 2 серпня 2015.
5. ↑  State & County QuickFacts. United States Census Bureau. Архів оригіналу за 6 червня 2011. Процитовано 17 січня 2014. [Архівовано 2011-06-06 у Wayback Machine.](англ.) Наведено за англійською вікіпедією.
6. ↑  American FactFinder. Бюро перепису населення США. Архів оригіналу за 26 лютого 2012. Процитовано 31 січня 2008. [Архівовано 2008-05-21 у Wayback Machine.]

| США | Це незавершена стаття з географії США. Ви можете допомогти проєкту, виправивши або дописавши її. |